# 行政主導
行政主導（英語：Executive dominance），原意即前任英國大法官許琛勳爵提及的選舉獨裁（英語：Elective dictatorship），指政治架構中行政部門（政府）主導及控制法案流程和立法議程，以議會削弱立法權的情況。行政主導常出現在執政黨同時掌握行政及立法權的情況，在總統制及半總統制國家中，掌握行政權的總統通過由執政黨控制的議會同時掌握立法權。
出現這樣的詞語，主要是因為由中國共產黨領導的中華人民共和國政府為了和西方國家的三權分立論述及政治制度所抗衡，以論證具中國特色社會主義的政治制度，有別於三權分立的合理性及區別。在香港及澳門的意境中，中華人民共和國官員經常主張兩地的行政長官（當地政府首腦）具有超然於行政、立法及司法機關的憲制地位，只須向其委任機關中國國務院直接負責，即所謂的「特首超然論」。
中華民國實行五權分立，原本的憲法中的總統及已廢除的國民大會在原憲政設計上超然于行政院、立法院、司法院、考試院及監察院，但總統本是虛位元首，行政院院長掌握行政權，是政府首腦。在憲法增修後，總統掌握所有行政權，並可直接任命行政院院長，不需經由立法院同意。

## 中华人民共和国
雖然香港和澳門的基本法從未提到「行政主導」四字，但中華人民共和國政府、香港特別行政區政府、學者或親中傳媒經常以此形容兩個特區的政治體制。不過，兩個特別行政區的前宗主國英國及葡萄牙分別為議會制及半總統制民主國家，為立法主導行政，其首相或總理須向議會負責。

### 香港
在主權移交前，與大部份英國殖民地一樣，總督長期兼任立法機關（香港立法局）主席，對所有法律草案、議案有最終否決權。直至最後一任港督彭定康於1993年獨立設置主席一職，不再兼任立法局主席，改由議員互選主席，港督才不再參與立法局事務。
主權移交後，根據香港基本法，香港行政長官亦不兼任立法會主席，但被刻意設計成行政機關對立法機關（香港立法會）的制約，並抑制及削弱立法權。主要有四方面：
- 議員創議權遭削弱：立法會議員不得提出涉及公共開支（即增加或減少財政收入或支出）、政治體制或政府運作的法案；如非得到行政長官書面同意，法案也不能涉及政府政策[註 1]。因此行政長官可以一人之力阻止議員提交法案，因所有法案通過後也需要政府執行。議員亦不能在行政長官反對下，提出對政府法案的具公帑負擔效果的修訂案（即增加公帑開支）。有議員曾就公共開支部份申請司法覆核，但敗訴[5]（主權移交前議員提出私人條例草案唯一限制是不能增加公帑開支）。《基本法》令立法會的功能不能有效發揮，縮窄立法會的權力，包括制定法例及監察政府。《中英聯合聲明》並無提及立法會提案權，然而，《基本法》草案和定稿均限制立法會提案權，收緊立法會權力[6]。原因在於中國政府對由議員提出私人草案的權力有顧慮，希望維持主權移交前由行政當局主導議會及議程的局面，並避免由議會主導政府。[7]
- 分組點票制度及行政長官否決權：政府提出的法案只須全體出席議員過半數即可通過；而由議員提出的法案、議案或對政府法案的修訂案則須地區直選及功能組別兩組議員同時通過[註 2]。而即使議員提出、或對政府法案之修訂案最後通過，行政長官如認為其不符合香港特別行政區的整體利益，也可在三個月內將法案發回立法會重議[註 3]。
- 解散權和彈劾權不平等：如果立法會不通過政府提交的法案或財政預算案，或以全體議員三分之二多數再次通過行政長官拒絕簽署的法案，行政長官可以解散立法會（一屆四年任期最多可解散一次）[註 4]；立法會雖然也能彈劾行政長官，但不能直接使其下台（行政長官的任命和罷免權在中國國務院手中）[註 5]。
- 行政不向立法負責：高官問責制下的主要官員及行政長官由中華人民共和國中央人民政府（國務院）任命及罷免，並且須向中國政府負責；相反，雖然基本法列明，政府必須遵守法律，並對香港立法會負責。[註 6]但事實上政府官員只須列席立法會會議及發表施政報告，而不用向立法會負責。反之，立法會議程上須要優先審議政府法案，十分奇怪。

主權移交後的立法會失去創議權，訂立法例由政府主導。這些限制議會的權力，在大部分民主地區是沒有的，造成政府權力過大，立法會只有向政府質詢及表決通過政府法案的權力，卻不能修改政府法案，造成「立法會有票無權、政府有權無票」的主因。不過，政府於立法會內「箍票」，通過委任身兼立法會議員的建制派政黨代表加入行政會議，達致主導議會的目的，近年甚至將類近行政手段的影響力直接加入區議會當中：
- 公務員主導地區議會：2023年5月2日，行政長官李家超公布香港區議會改革方案，直選議席降至不足兩成，並強調行政主導，由政務主任或行政主任職系出身，屬於首長級公務員的民政事務專員兼任區議會主席。同時成立由政務司司長領導的「地區治理領導委員會」及由政務司副司長領導的「地區治理專組」。

### 澳門
《澳門基本法》基本設計上與《香港基本法》大致相同。
相比香港而言，澳門立法會並沒有分組表決機制。不過，超過20%的立法會議員是由行政長官直接委任，亦不具備財政審批權，甚至特首可以繞過立法會親自立法，變相行政主導的情況更為嚴重。

## 中華民國
中華民國實行五權分立，原憲法中的總統及已凍結的國民大會在原憲政設計上超然于行政院、立法院、司法院、考試院及監察院，但總統是虛位元首，行政院院長掌握行政權。實際上政府抑或根據動員戡亂條款之規定採取總統制，僅在嚴家淦擔任總統時才是內閣制，行政院院長蔣經國掌握行政權。直到蔣經國擔任總統後才又恢復動員戡亂條款之規定的總統制。
憲法增修後，改實行半總統制，又稱雙首長制。總統掌握所有行政權，並可直接任命的行政院院長。但憲法增修後被指出現總統權力過大的情況，總統不向立法院負責，行政院卻向立法院負責，造成「總統有權無責，閣揆有責無權」的情況。

## 備注
1. ↑  《香港基本法》第74條
2. ↑  《香港基本法》附件二
3. ↑  《香港基本法》第49條
4. ↑  《香港基本法》第50條
5. ↑  《香港基本法》第73(9)條
6. ↑  《香港基本法》第64條